# مهرجان القاهرة الدولي للمسرح التجريبي
مهرجان القاهرة الدولي للمسرح التجريبي هو مهرجان مسرحي دولي، تقيمه وزارة الثقافة المصرية سنويا تحت رعاية وزبر الثقافة الأسبق فاروق حسنى، وبرئاسة د. فوزي فهمي. بدأت فعاليات الدورة الأولى من هذا المهرجان عام 1988. المهرجان متخصص في إعطاء الفرصة لتقديم العروض المسرحية التجريبية من كل دول العالم، والتي يتم اختيارها بواسطة لجنة تحكيم دولية، كما يتم تكريم عدد من الشخصيات العالمية المهتمة بفنون المسرح التجريبي، تمنح الجوائز لأفضل العروض في المجالات المسرحية المختلفة مثل الإخراج التمثيل، الديكور والإضاءة، كما يقام على هامش المهرجان عدد من الندوات المتخصصة في تقنيات وفنون المسرح.

## إلغاؤه
توقف هذا المهرجان بعد سقوط نظام مبارك ثم أعيد أحيائه من جديد في 2014 تحت اسم مهرجان القاهرة الدولي للمسرح المعاصر والتجريبي، وذلك بناء على توصية تقدمت بها لجنة المسرح لوزير الثقافة جابر عصفور.